# مانجو واریر
مانجو واریر (انگلیسی: Manju Warrier؛ زادهٔ ۱۰ سپتامبر ۱۹۷۸) یا با تلفظ دقیقتر مَنجو واریر، بازیگر هندی، تهیه‌کننده، رقصنده کلاسیک و خواننده پلی‌بک است که بیشتر در صنعت سینما مالایالم کار می‌کند.

## دوران ابتدایی زندگی
مانجو واریر در روز ۱۰ سپتامبر ۱۹۷۸ در خانواده مالایالی در شهر ناگرکویل، بخش کنیاکماری تامیل نادو به دنیاآمد.

## فیلم‌شناسی
به عنوان بازیگر
- تمام فیلم‌ها به زبان مالایالم هستند مگر اینکه خلاف آن ذکر شده باشد.

| سال  | نام فیلم               | نقش          | نکات       | مرجع. |
| ---- | ---------------------- | ------------ | ---------- | ----- |
| ۲۰۱۹ | هیولا                  |              |            |       |
| ۲۰۱۹ | لوسیفر                 | پری‌یادارشینی |            | [ ۴ ] |
| ۲۰۲۱ | ماراکار: شیر دریای عرب | سوبایدا      |            | [ ۵ ] |
| ۲۰۲۲ | جک و جیل               | پارواتی      |            | [ ۶ ] |
| ۲۰۲۳ | صلابت                  | کانمانی      | فیلم تامیل | [ ۷ ] |